# Narbasi
De Narbasi (Oudgrieks: Ναρβασοί) waren een Keltische stam op het Iberisch schiereiland. Ze vestigden zich volgens Ptolemaeus (~100-175 n.Chr.) tussen de rivieren van de Miño (oude naam: Minius) en de Douro (oude naam: Durius) in het huidige Portugal district Viana do Castelo en district Braga) en Spanje (Galicië). Ze worden beschouwd als een clientèlestam aan de Gallaeker en behoorden samen met hen tot de Lusitaniërs. Volgens Ptolemaeos hadden de Narbasi een 'forum' (hoofdplaats) Narbasorum, waarvan de locatie niet duidelijk kan worden vastgesteld. Het gebied waar de Narbasi gevestigd waren, besloeg gedeeltelijk het gebied van de Seurbi, dat Plinius een eeuw eerder noemde.
Er is geen duidelijk verband tussen de naam en het Keltisch. Het lijkt echter op namen in andere Keltische gebieden, met name Narbo, de naam van de Romeinse Narbonne in het huidige Zuid-Frankrijk, waarnaar ook de naam van de oude regio Gallia Narbonensis is afgeleid.